# Lyngdrup
Lyngdrup er et autoriseret stednavn for et landbrugsområde i Horsens Sogn, beliggende 3 km nord for Langholt i Aalborg Kommune. Området ligger ved Frederikshavnmotorvejen, hvis frakørsel 17 hedder Lyngdrup. Gerå løber gennem området.

## Historie
Omkring år 1900 lå der et teglværk ved Vestergård.

### Jernbanen
Ved Faurholtvej, 100 m nordvest for Sæbyvej, lå Lyngdrup trinbræt på Vodskov-Østervrå Jernbane (1924-50). Trinbrættet havde læskur og en siderampe til læsning af kreaturer. Senere blev der anlagt et 74 m langt læssespor med sporskifte i begge ender.

## Erhvervsliv
Umiddelbart syd for Lyngdrup ligger en af Danmarks fire kartoffelmelsfabrikker, AKV Langholt, der beskæftiger ca. 40 medarbejdere i årsgennemsnit.  Ved Lyngdrup er der i 2009 opført en vindmøllepark med 7 vindmøller på hver 2,3 MW. Vindmøllerne er leveret af Siemens Wind Power og rejser sig i 127 meters højde.